# Tremblement (musique)
Pour les articles homonymes, voir tremblement (homonymie).
En musique baroque, un tremblement est une des nombreuses ornementations disponibles pour agrémenter la musique, assimilable à un trille (trillo en italien) ou à la cadence qui consiste en un battement alternatif de deux notes en commençant par la note voisine en montant de celle qui est marquée par le tremblement,.

« Quand le Tremblement doit être long, il est plus beau de le battre lentement d'abord & de ne le presser qu'à la fin ; mais quand il est court il doit toûjours être promt. »

— Monsieur de Saint-Lambert, Les Principes du clavecin ..., 1702
La manière de réaliser un tremblement diffère selon les auteurs et les instruments ; il existe différents types de tremblement : tremblement subit, 
tremblement simple, tremblement appuyé...
« Chez Couperin (1717), le tremblement, trille à la note supérieure, s'oppose au pincé, trille à la note inférieure. »

## Notation

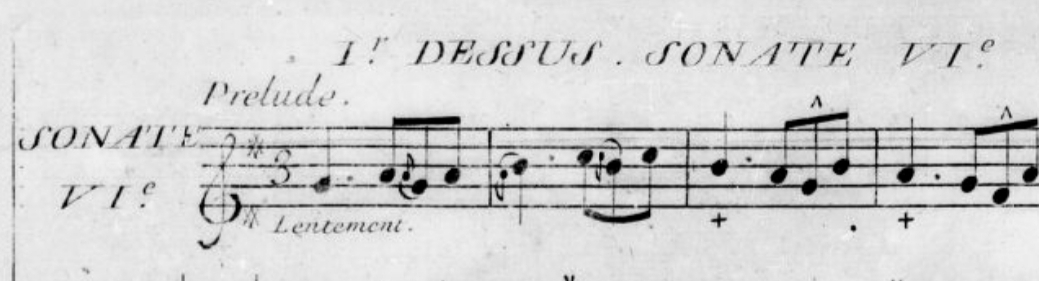
Exemple de notation du tremblement (signe +) dans une partition de la sonate VI de Jacques Hotteterre (1707).

La notation du tremblement s'effectue au moyen d'un signe + (déformation de la lettre t) placé directement au-dessus ou au-dessous de la note.
Le tremblement doublé (ou cadence double) est noté au moyen du signe t surmonté d'un accent circonflexe.